# Veski (Märjamaa)
Pour les articles homonymes, voir Veski.
Veski est un village de la commune de Märjamaa du comté de Rapla en Estonie.